# بخش فاگستا
بخش فاگستا (به سوئدی: Fagersta kommun) یک ناحیه شهری در سوئد است که در شهرستان وستمانلاند واقع شده‌است.